# Pinguim (músico)
André Luís Ruas (Santos, 29 de janeiro de 1975), mais conhecido pelo seu nome artístico Pinguim, é um baterista, beatboxer e vocalista brasileiro, conhecido por seu trabalho com a banda Charlie Brown Jr.. Atualmente é baterista da banda Bula, que conta com o ex-guitarrista do Charlie Brown Jr., Marcão no vocal, e com a ex-baixista da banda A Banca, Lena Papini.

## Biografia

### A origem do apelido
O apelido de "Pinguim" surgiu ainda em sua infância. Originou-se de uma camisa que possuía na estampa a figura de um Pinguim vinculado à marca de sorvete Pingolé e aliado à relatos de amigos que diziam que o mesmo possuía semelhanças com o animal, foi então consumado o apelido. Na bateria, Pinguim é famoso por tocar no estilo "open-handed" onde a mão direita faz os toques da caixa e a mão esquerda faz os toques no hi-hat.

## Carreira

### Charlie Brown Jr.
Em janeiro de 2005, foi convidado a assumir a bateria da banda Charlie Brown Jr.. Assumiu também a função de beatbox, acompanhando Chorão nas canções. Antes de integrar a banda, Pinguim já havia trabalhado com o guitarrista Thiago Castanho. Com a banda, gravou o álbum Imunidade Musical, na qual a sonoridade do grupo foi restabelecida através de 23 músicas tornando-se um álbum emblemático na carreira da banda, que tocou para um público de milhares de pessoas a cada show que fez, lotando os espaços por onde passou, vindo esse álbum a concorrer à sétima entrega anual do Grammy Latino em novembro de 2006, tendo atingido a venda de 125 mil cópias só no mês de lançamento (ganhou CD de platina). Também lançou com a banda, o DVD Skate Vibration, onde estão, além de uma apresentação ao vivo, os clipes que misturam imagens da banda nos shows realizados em 2005, nas viagens e durante as gravações do oitavo álbum. Participou dos shows Criança Esperança em 2006 e 2007, organizados pela UNESCO e pelo Grupo Globo, tendo recebido o respectivos certificados de apreciação. Em 2007, gravou o álbum Ritmo, Ritual e Responsa, que foi trilha sonora do filme O Magnata.

### Saída da banda Charlie Brown Jr.
Em 2008, após três anos na bateria da banda liderada por Chorão, o site oficial do grupo publicou uma mensagem explicando que a saída de Pinguim  se deu porque o contrato dele venceu e nenhuma das partes manifestou interesse em renovar. O músico ainda deixou um recado aos fãs. 
| “ | "Eu gostaria de comunicar aos fãs e a quem mais possa interessar que o meu contrato com a banda CBJR. acabou, e não houve interesse de ambas as partes em renovar o contrato. Boa sorte a todos nós!!!" | ” |

### Participações e workshops
Desde 2009, trabalhou de Sideman com vários artistas, tocando com as bandas Musirama, Parallax e fazendo Workshops (Yamaha Endorser) por todo o Brasil. Foi convidado para participar do Projeto “Lumière” do renomado DJ Rodrigo Moita e também do grande percussionista Baía da Banda de Rock Tihuana, entrando na Eletronicmusic e fazendo Livepercussion com vários DJs por todo Brasil. Em maio de 2013, Pinguim lançou um projeto que mistura música eletrônica e pop rock int. Ainda em 2013, Pinguim compareceu ao velório de Champignon, ex-baixista do Charlie Brown Jr., Pinguim na oportunidade afirmou que o amigo tinha uma conduta alegre.

### Participações recentes
Estreou na banda Conexão Baixada no dia 25 de janeiro de 2014, em seu primeiro show da turnê de lançamento do segundo álbum do grupo, Pra Que Lutar em Vão.
Atualmente é baterista da banda Bula, que conta com o ex-guitarrista do Charlie Brown Jr.. Marcão no vocal e com a ex-baixista da banda A Banca, Lena Papini.
Em 2017, Pinguim fez uma participação na canção "A Miséria Comprou a Razão", do músico santista Bruno Thadeu.

## Discografia

### Charlie Brown Jr

#### Álbuns de estúdio
- (2005) Imunidade Musical
- (2007) Ritmo, Ritual e Responsa

#### DVDs
- (2005) Skate Vibration
- (2008) Ritmo, Ritual e Responsa ao Vivo

### Bula
- (2014) Não Estamos Sozinhos
- (2019) Realidade Placebo